# Chesneya macrantha
Chesneya macrantha là một loài thực vật có hoa trong họ Đậu. Loài này được S.H. Cheng ex H.C. Fu miêu tả khoa học đầu tiên năm 1977.